# 伊藤保文
伊藤 保文（いとう やすふみ、1972年3月30日 - ）は、京都府出身の元競輪選手、自転車競技選手。
日本競輪学校第71期卒業。現役時代は日本競輪選手会京都支部に所属していた。師匠は南昇（25期）。ホームバンクは向日町競輪場。初出走は1993年4月11日の岸和田競輪場（3着）で初勝利は翌日の同場。
夫人は競艇選手の水口由紀。

## 経歴
京都府立向陽高等学校を経て日本競輪学校に第71期生として入学し、同期在校競走成績は74勝とトップで卒業する。デビュー後は先行や捲りと中心とした自力の戦法で活躍し、1995年オールスター競輪（熊本競輪場）の決勝で9着、1997年のオールスター競輪（平塚競輪場）の決勝7着となる。なお、夫人の水口由紀とはその1997年に結婚した。
以降も2001年に全日本選抜競輪（花月園競輪場）の決勝6着、2002年の競輪祭での決勝失格、同年の寛仁親王牌（前橋競輪場）決勝9着といった成績を挙げている。
2003年の西日本王座決定戦（小松島競輪場）では決勝戦において、村上義弘の番手から抜け出して優勝し、GIIタイトルを獲得した。その後は2004年日本選手権競輪静岡競輪場の決勝で9着となってからは特別競輪の決勝に進出していない。
2010年にはアジアパラ競技大会のトラック自転車競技に、伊藤は視覚障害Bカテゴリーの選手大城竜之のタンデムパイロット（二人乗り自転車で前に乗る選手）として出場。1kmタイムトライアル（障害クラス：男女混合B）で金メダルを獲得した。タイムは1分06秒473。
2012年には大城竜之のパイロットとしてロンドンパラリンピックの代表選手に選出され、大城とのコンビでトラックの2種目に出場し、男子1kmタイムトライアル（B）で6位、男子スプリント（B）で4位となった。
2017年2月28日、選手登録消除。通算戦績1796戦354勝（うち優勝59回）。通算獲得賞金7億1334万5233円。